# Plaza de Uncibay
La plaza de Uncibay es un espacio público de la ciudad española de Málaga, ubicado en el centro histórico, perteneciente al distrito Centro. Junto a algunas calles aledañas, ocupa una superficie de forma casi triangular de aproximadamente 1160 m². La plaza debe su nombre al capitán vizcaíno Fernando de Uncibay, el cual participó en la toma de la ciudad junto a los Reyes Católicos. 
Uncibay es junto a otros lugares cercanos como plaza Mitjana, una de las principales zonas de marcha de la ciudad, lo que ha causado problemas para parte de los vecinos de la plaza, que alegan ruido hasta altas horas de la madrugada.

## Historia

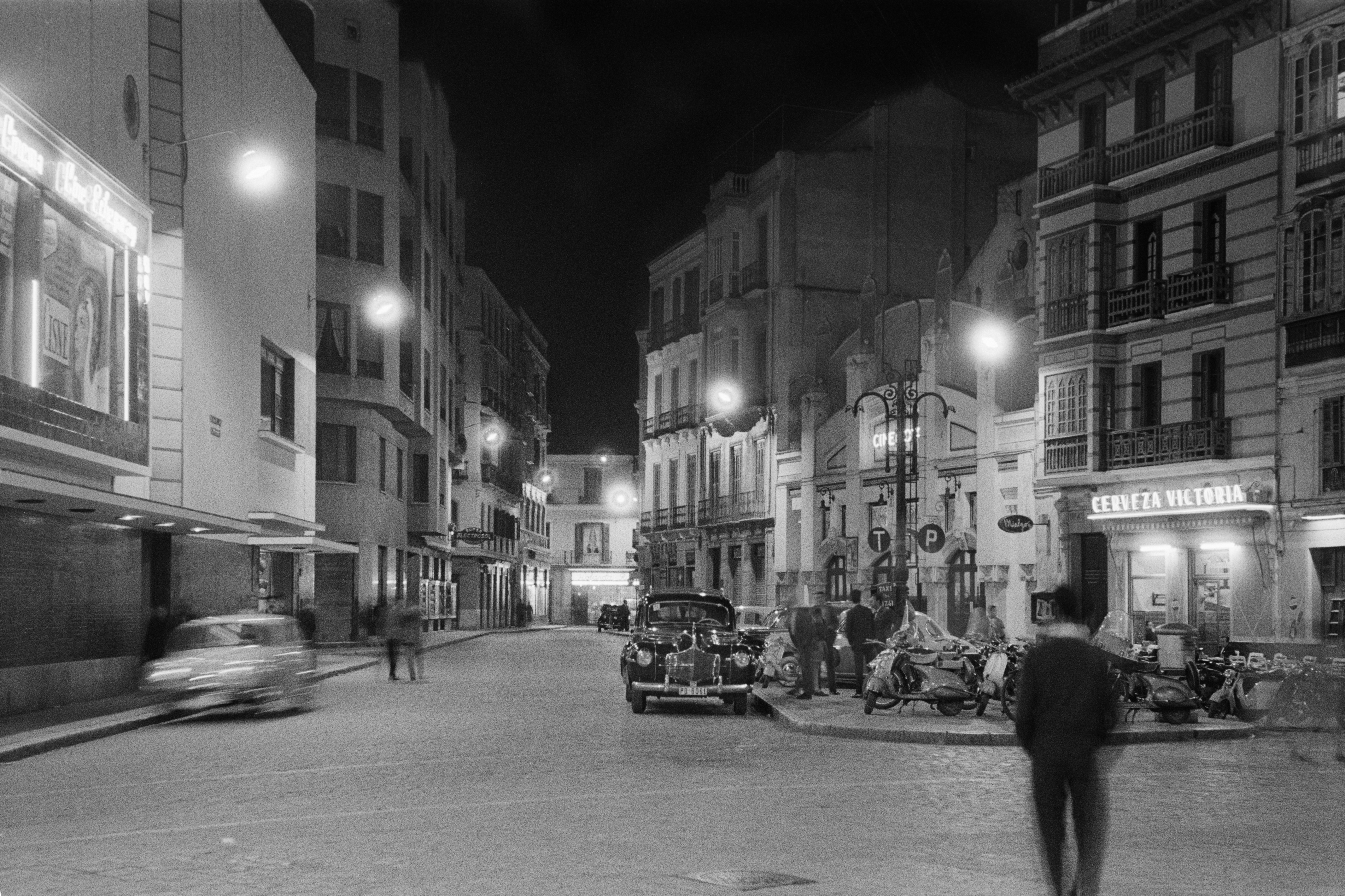
La plaza en los años 1950

La plaza recibe su nombre en honor a Fernando de Uncibay, capitán vizcaíno a las órdenes de los Reyes Católicos en la conquista de Málaga, y que fue regidor de la ciudad en 1497 y posteriormente alcaide de Bezmiliana, población en el actual término municipal del Rincón de la Victoria. Durante el siglo XIX la plaza fue escenario de diversos incidentes, por lo que se llamó de las Cortes de Cádiz durante algún tiempo.
Entre los edificios que rodean la plaza destacan los números 4 y 9. El primero, atribuido a Fernando Guerrero Strachan, data de 1925, mientras que el segundo, de estilo neorracionalista, data de 1935 y es obra de Enrique Atencia Molina.
La plaza ha sufrido importantes transformaciones, siendo la más reciente la que se llevó a cabo en 1989, según el diseño de los arquitectos Luis Bono Ruiz de la Herrán y José Fernández Oyarzábal, a los que se debe el obelisco, la eliminación del aparcamiento y parte del tráfico. Las esculturas mitológicas del Rapto de las sabinas y la Muerte de Acteón son obra del escultor malagueño José Seguiri.